# レミエール症候群
レミエール症候群（レミエールしょうこうぐん、レミエール病とも、英 Lemierre's syndrome）とは、菌血症による感染性血栓性頸静脈炎である疾患群のこと。名前の由来は1936年に Andre Lemierre により詳細な報告がされたことによる。

## Scottmuller による報告
1918年に咽喉頭感染から敗血症に至った症例報告が Scottmuller により報告された。 アンドレ・レミエールは1936年に20例の咽喉頭感染に続発した嫌気性菌敗血症と診断された症例をまとめ報告した。20例中18例は死亡した。

## 臨床所見
若年健常者に見られることが多い。欧米では「killer sore throat」（死を呼ぶ喉の痛み）とよばれる。扁桃炎、咽頭炎や口腔感染症に引き続いて発症するとされるが、発症初期は風邪症候群・急性上気道炎・咽喉頭炎などと鑑別困難であることが多い。但し、上気道感染症状が無くても、下顎膿腫や衛生状態の悪い口腔内での原因菌の増殖や慢性活動性EBウイルス感染症の合併症として発症する場合がある。
胸部レントゲン像からは結節影の多発や内頸静脈の血栓性閉塞も認める。咽頭感染症の病巣の血管壁から、一部剥がれ落ちた血栓が血流に乗り、血栓が肺に至ると肺塞栓症を起こす。咽頭部の感染が進むと菌血症となり肺膿瘍、脳膿瘍やその他の臓器の膿瘍を合併することもある。頸部の症状がなく、血液培養で原因菌が発見され診断されることも多い。早期の鑑別診断が重要になるが、類似症状の感染症は多くあり確定診断が遅れがちになることから、死亡率は現在でも10%を越える。抗生物質が普及する以前は致死率の高い感染症であった。

### 原因病原体
主に、上気道の常在菌である嫌気性菌
- Fusobacterium necrophorum (フソバクテリアム・ネクロフォラム)[8]・
ヒト以外の家畜などでも感染症を起こすことがある。若年者の咽頭炎の約20％はフソバクテリアム・ネクロフォラムによるもので、約9％を占めるA群溶血連鎖球菌よりも多かった[9]。

歯周病関連菌
- Bacteroides melaninogenicus[4]

腸内細菌
- Hafnia alvei[4]

他に Peptostreptococcus microsなども。

### 症状
初期症状は、38℃程度の発熱や風邪症候群(感冒)類似の咽頭痛、あるいはインフルエンザと類似する。膿性喀痰や胸鎖乳突筋に沿った圧痛や腫脹を示すが流涎や呼吸困難のほか、咀嚼筋群への炎症の波及により開口障害を呈することもある。静脈炎は両側に及ぶことは少なく、左右非対称の頸部腫脹・疼痛を訴えることが多い。症状が進むと肺などへ感染巣が遠隔転移し、肺膿瘍や敗血症性肺塞栓症、壊死性筋膜炎などにより呼吸不全、DICなどを来すこともある。リンパ節の腫脹は認めない場合がある。

### 検査
- 血液培養……嫌気性菌による感染が多く、嫌気培養が必須である。
- 胸部単純X線……陰影や胸水を認めることがある。
- 頭頸部造影CT……内頸静脈の血栓性静脈炎を認める。

### 治療
抗菌薬投与が中心で、例としてスルバクタムとアンピシリン、ペニシリンGとクリンダマイシン等の組合せによる。起炎菌が嫌気性菌であることが多く、メトロニダゾールの感受性が高いとする報告がある。

## 引用・脚注
1. ↑  Schottmuller H (1918). “Ueber die Pathogenität anaërober Bazillen” (German). Dtsch Med Wochenschr 44:  1440.
2. ↑  Lemierre A (1936). “On certain septicemias due to anaerobic organisms”. Lancet 1 (5874):  701-703. doi:10.1016/S0140-6736(00)57035-4.
3. ↑  Centor, Robert M (2009). “Expand the pharyngitis paradigm for adolescents and young adults”. Annals of Internal Medicine (American College of Physicians) 151 (11):  812-815. doi:10.7326/0003-4819-151-11-200912010-00011. PMID 19949147.
4. 1 2 3 4  深川智恵ほか：顎下部膿瘍からLemierre症候群に至ったと考えられた1例 日本口腔外科学会雑誌 Vol.56 (2010) No.10 p.605-608
5. ↑  花田宗一郎, 澤口博千代, 和田翔大, 大野剛史, 村木正人「肺野に両側性多発性腫瘤影を呈した後，歯性感染症が疑われた難治性膿胸の1例」『日本内科学会雑誌』第104巻第5号、日本内科学会、2015年、979-985頁、doi:10.2169/naika.104.979、ISSN 00215384、CRID 1390001206449739520。
6. ↑  中村綸杜ほか. 頭蓋内に多発血栓を生じ失明に至った,歯性感染症に由来するレミエール症候群の1例. 日内会誌 114:1289-96, 2025.
7. ↑  Woywodt A and others. A swollen neck. Lancet 2002;360:1838.
8. ↑  中下彩子ほか、Lemierre症候群と考えられたFusobacterium necrophorum敗血症の1例 日本内科学会雑誌 Vol.92 (2003) No.12 P2415-2416
9. ↑  Centor RM, et al. The clinical presentation of Fusobacterium-positive and streptococcal-positive pharyngitis in a university health clinic: a cross-sectional study.  Ann Intern Med. 2015;162(4):241-7, doi:10.7326/M14-1305
10. ↑  生方智, 神宮大輔, 矢島剛洋, 庄司淳, 高橋洋「多彩な頭頸部病変を呈したPeptostreptococcus micros による敗血症性肺塞栓症の 1 例」『感染症学雑誌』第87巻第6号、日本感染症学会、2013年、761-766頁、doi:10.11150/kansenshogakuzasshi.87.761、ISSN 03875911、CRID 1390001205049399680。
11. ↑  小林洋一, 高柳昇, 杉田裕「敗血症性肺塞栓症を伴ったLemierre 症候群の1 例」『感染症学雑誌』第88巻第5号、日本感染症学会、2014年、695-699頁、doi:10.11150/kansenshogakuzasshi.88.695、ISSN 03875911、CRID 1390001205051434624。
12. ↑  鈴木清澄, 林悠太, 大塚博雅, 織田美紀, 桑名司, 橋本賢一, 笠巻裕二, 矢内充, 木下浩作, 相馬正義「壊死性筋膜炎，敗血症性肺塞栓症を合併したLemierre症候群の1例」『日本内科学会雑誌』第105巻第1号、日本内科学会、2016年、99-104頁、doi:10.2169/naika.105.99、ISSN 00215384、CRID 1390282681426715904。
13. ↑  内藤亮、重城喬行、黒田文伸、小園高明、櫻井隆之、巽浩一郎,Lemierre症候群の一例 (PDF)  日呼吸会誌 2011;49(6): 449-53.